# Ned McIlroy
Ned Leroy McIlroy (Noonan, 26 luglio 1939) è un ex pallanuotista statunitense.
Ha fatto parte degli Stati Uniti ai Giochi di Tokyo 1964, disputati assieme al fratello Charles. 
Ha vinto 1 argento ai Giochi panamericani del 1963.